# 张滔
张滔（？—），女，中华人民共和国外交官，曾任中华人民共和国驻瓜亚基尔总领事。

## 生平
张滔曾在外交部拉丁美洲和加勒比司、驻阿根廷大使馆、驻委内瑞拉大使馆、驻赤道几内亚大使馆、驻厄瓜多尔大使馆任职。2017年8月，出任中华人民共和国驻瓜亚基尔总领事。2022年12月，自驻瓜亚基尔总领事离任。